# Heidi Long
Pour les articles homonymes, voir Long.
Heidi Long, née le 29 novembre 1996 à Hillingdon, est une rameuse britannique.

## Carrière
Elle fait des études en biologie et sciences cognitives à l'Université de Virginie.
En 2022, elle remporte l'or en quatre sans barreur aux Championnats d'Europe et aux Championnats du monde,. L'année suivante, elle remporte le bronze en quatre sans barreur aux Championnats du monde 2023.
Lors du dernier jour des compétitions d'aviron aux Jeux olympiques d'été de 2024, elle remporte avec l'équipage britannique la médaille de bronze en huit.